# 박보은
박보은(1993년 2월 20일 ~ )은 대한민국의 배우다.

## 출연 작품

### 드라마
- 2020년 tvN 주말 미니시리즈 《하이바이, 마마!》
- 2020년 JTBC 주말 미니시리즈 《기상청 사람들: 사내연애 잔혹사 편》
- 2022년 TV조선 토요 미니시리즈 《마녀는 살아있다》
- 2022년 KBS2 저녁 일일연속극 《황금 가면》 ... 박보경 역

### 영화
- 2020년 영화 《해치지않아》 ... 여자 관람객 2 역
- 2021년 영화 《미소》 ... 비서 미령 역

### CF
- 2022년 코딧 반전을 거듭하는 비밀 미션

### 뮤직비디오
- 2020년 주현미 - 연하구곡가 각시바위의 전설